# XM25 CDTE
Le XM25 Counter Defilade Target Engagement (CDTE) System est un lance-grenades doté de munitions à fusées multi-modes programmables, dérivé du XM29 OICW. Il est également connu sous le nom de « Punisher ».

## Historique

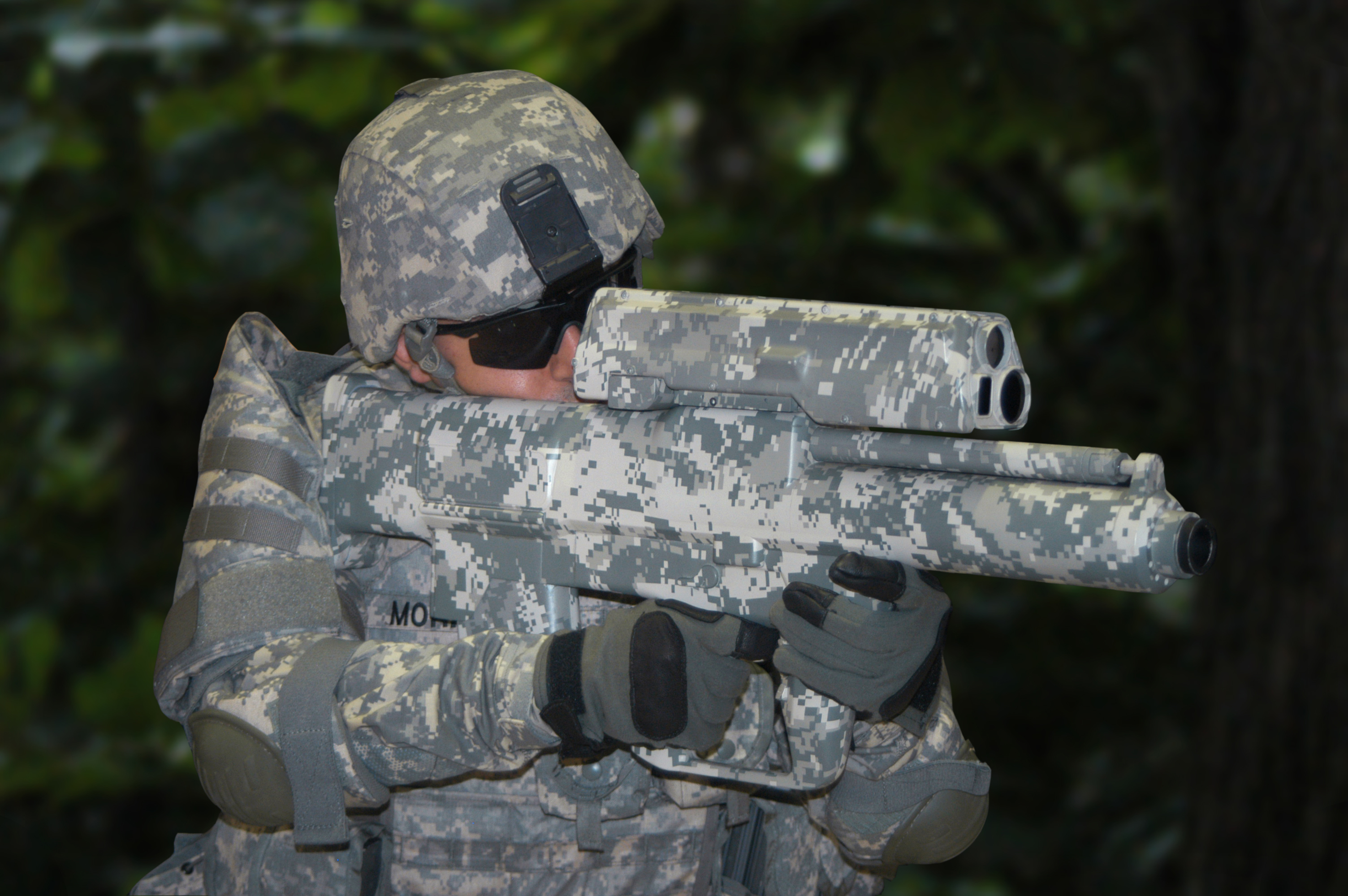
Un militaire américain avec un XM25 arborant un camouflage numérique en 2008.

En avril 2005, les premiers prototypes sont livrés à l’armée américaine pour des essais qui commencent à Grafenwöhr en Allemagne.
Fin 2010, cinq exemplaires sont testés au combat en Afghanistan avec un relatif succès. Un incident de tir lors de tests le 2 février 2013 fait retirer l'arme des premières lignes. Plusieurs soldats reprochent à l'arme son poids élevé et un chargeur qui se vide rapidement. Le programme est officiellement abandonné en juillet 2018.

## Caractéristiques
Ce système d'arme a été développé par Alliant Techsystems et Heckler & Koch, il comprend une lunette monoculaire XM104 conçue par L-3 Communications IOS Brashear, elle intègre une conduite de tir et un télémètre laser.
Sa portée pratique est comprise entre 500 m et 800 m et sa masse non chargée est de 6,35 kg.
Son prix, en 2010, est de 30 à 35 000 dollars,.

### Munitions

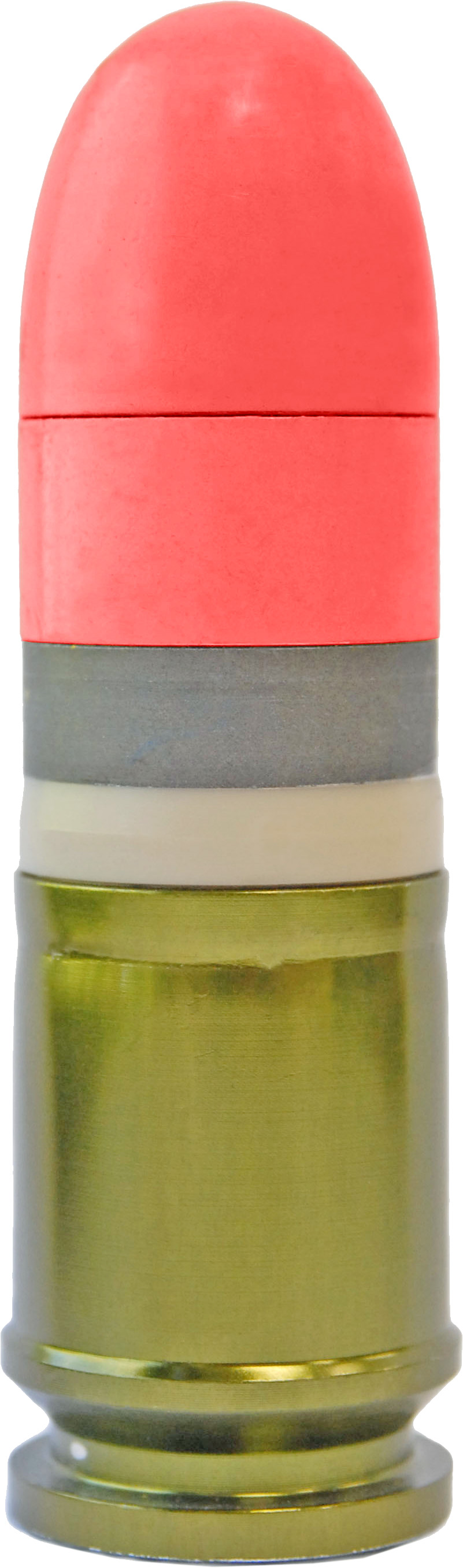
Une grenade perforante de 25 mm, la munition pèse 108 g.

Le XM25 tire des grenades de 25 mm (25 × 39 mm) à haute vitesse initiale, par rapport aux grenades de 40 mm (40 × 46 mm), moins véloces, elles ont l'avantage de posséder une trajectoire plus tendue, au détriment d'une charge explosive plus réduite.
Six modèles de grenades furent conçus :
- HEAB : explosive à fusée programmable, tête jaune.
- Training : munition d'entraînement, inerte, tête bleu clair.
- AP : perforante, tête rouge.
- Blunt : balle de défense, non-létale, tête vert clair.
- Non-lethal (airburst) : grenade non-létale de désencerclement à fusée programmable, tête vert foncé.
- Door Breaching : munition destinée à la destruction de serrures ou gonds de porte non renforcés, tête orange.